# Isopterygium restitutum
Isopterygium restitutum là một loài Rêu trong họ Hypnaceae. Loài này được (Hampe) Kindb. mô tả khoa học đầu tiên năm 1891.